# Берта Древс
Бе́рта Геле́на Древс (нім. Berta Helene Drews; нар. 18 листопада 1901, Берлін, Німецька імперія — пом. 10 квітня 1987, Берлін, ФРН) — німецька акторка.

## Біографія
Берта Древс народилася 18 листопада 1901 року в Берліні. Хотіла стати оперною співачкою, але через проблеми з голосом вирішила стати акторкою. Навчалася в акторській школі Макса Рейнгардта при Німецькому театрі. У 1925 році Древс отримала запрошення в театр Штутгарта, а в 1926—1930 роках виступала в Мюнхенському камерному театрі. У 1930 році повернулася до Берліна де працювала спочатку в театрі «Фольксбюне», потім з 1933 року — в Прусському державному театрі, а в 1938—1945 роках входила до трупи берлінського театру імені Шиллера, художнім керівником якого з 1937 року був чоловік Древс Генріх Ґеорге. Разом з чоловіком Берта Древс знялася у пропагандистській стрічці Ганса Штайнгоффа «Квекс із гітлерюгенда» (1933).
Після закінчення Другої світової війни до 1949 року Берта Древс грала на сцені берлінського театрі імені Геббеля, у 1951 році повернулася на сцену театра імені Шиллера.
Паралельно з роботою в театрі акторка продовжувала зніматися в кіно, зокрема, у фільмі «Анастасія, остання царська донька» Фалька Харнака (1956). У екранізації роману «Бляшаний барабан» Фолькера Шльондорфа Берті Древс дісталася роль бабусі Оскара Мацерата.
Берта Древс написала біографію чоловіка, у 1986 році випустила автобіографію «Куди шлях тримаєш»?. Працювала також на озвучуванні фільмів.
Після смерті Берти Древс 10 квітня 1987 року в Берліні її прах було розвіяно над морем. Її ім'я було викарбувано на могилі Генріха Ґеорге на берлінському Целендорфському цвинтарі.

## Особисте життя
У шлюбі з Генріхом Ґеорге Древс народила синів Яна (нар. 1932) і Геца (23.7.1938), який став актором.

## Фільмографія (вибіркова)
| Рік       |    | Українська назва                   | Оригінальна назва                                              | Роль                          |
| --------- | -- | ---------------------------------- | -------------------------------------------------------------- | ----------------------------- |
| 1933      | ф  | Квекс із гітлерюгенда              | Hitlerjunge Quex: Ein Film vom Opfergeist der deutschen Jugend | мати Фолькера                 |
| 1936      | ф  | Імператор Каліфорнії               | Der Kaiser von Kalifornien                                     | шансонетка                    |
| 1938      | ф  | Відпустка на чесне слово           | Urlaub auf Ehrenwort                                           | Анна                          |
| 1939      | ф  | Тривога на станції III             | Alarm auf Station III                                          | Фрауке, дружина Томаса Колька |
| 1941      | ф  | Над усім світом                    | Über alles in der Welt                                         | Анна Мьобіус                  |
| 1941      | ф  | Повернення додому                  | Heimkehr                                                       | Ельфріда                      |
| 1942      | ф  | Велика тінь                        | Der große Schatten                                             | Ліззі                         |
| 1948      | ф  | Дівчина за ґратами                 | Mädchen hinter Gittern                                         | Паула Рельспісс, «Спісс»      |
| 1953      | ф  | Аве Марія                          | Ave Maria                                                      | Керстен Мелартін              |
| 1954      | тф | Двері — двері — двері...           | Türen — Türen — Türen...                                       |                               |
| 1955      | ф  | Дитині потрібна любов              | Ciske — Ein Kind braucht Liebe                                 | фрау Фреймут                  |
| 1955      | ф  | Сукхінд 312                        | Suchkind 312                                                   | фрау Бреннеке                 |
| 1956      | ф  | Мій брат Джошуа                    | Mein Bruder Josua                                              | Франциска Донат               |
| 1956      | ф  | Анастасія: Остання донька царя     | Anastasia — Die letzte Zarentochter                            | фройлен Пойтрет               |
| 1958      | ф  | Це сталося при денному світлі      | Es geschah am hellichten Tag                                   | фрау Схротт                   |
| 1958      | ф  | Дівчина болотяного двору           | Das Mädchen vom Moorhof                                        | мати Нільсона                 |
| 1958      | ф  | Полікушка                          | Polikuschka                                                    | дружина теслі                 |
| 1959      | ф  | Військовий суд                     | Kriegsgericht                                                  | фрау Вільмерс                 |
| 1959      | ф  | Йонс і Ердме                       | Jons und Erdme                                                 | Ясгулька                      |
| 1960      | ф  | Сповідь напередодні великого поста | Die Fastnachtsbeichte                                          | фрау Бомлер                   |
| 1961      | ф  | Занадто молода для кохання         | Zu jung für die Liebe?                                         | фрау Брем                     |
| 1961      | ф  | Наш будинок в Камеруні             | Unser Haus in Kamerun                                          | Tante Edith                   |
| 1962      | ф  | Я не можу довше мовчати            | Ich kann nicht länger schweigen                                | фрау Войтке                   |
| 1962      | ф  | Дівчина і прокурор                 | Das Mädchen und der Staatsanwalt                               | фрау Геккер                   |
| 1964      | ф  | Туманний вбивця                    | Nebelmörder                                                    | фрау Рітцель                  |
| 1964      | тф | Ніжна                              | Die Sanfte                                                     | вдова капітана                |
| 1965      | тф | Китайська стіна                    | Die chinesische Mauer                                          | мати Олана                    |
| 1965      | тф | Дон Жуан, або любов до геометрії   | Don Juan oder Die Liebe zur Geometrie                          | Селестіна, сваха              |
| 1969—1976 | с  | Комісар поліції                    | Der Kommissar                                                  | фрау Ґебхардт                 |
| 1969      | тф | Шпигун під капотом                 | Spion unter der Haube                                          | мадам Катя                    |
| 1971      | тф | Ельза Брандстрем                   | Elsa Brändström                                                | фрау Решке                    |
| 1974      | ф  | Один з нас двох                    | Einer von uns beiden                                           |                               |
| 1979      | ф  | Бляшаний барабан                   | Die Blechtrommel                                               | Анна Колячек                  |
| 1983      | ф  | Пентесілея                         | Heinrich Penthesilea von Kleist                                | Oberste                       |
| 1983      | тф | У Москву і назад                   | Einmal Moskau und zurück                                       | Роза Рассошинська             |

## Визнання
| Нагороди та номінації Берти Древс | Нагороди та номінації Берти Древс                             | Нагороди та номінації Берти Древс | Нагороди та номінації Берти Древс |
| --------------------------------- | ------------------------------------------------------------- | --------------------------------- | --------------------------------- |
| Німецька кінопремія               |                                                               |                                   |                                   |
| 1981                              | Спеціальна премія за видатний внесок у німецький кінематограф | Перемога                          |                                   |